# Calligrapha floridana
Calligrapha floridana är en skalbaggsart som beskrevs av Schaeffer 1934. Calligrapha floridana ingår i släktet Calligrapha och familjen bladbaggar. Inga underarter finns listade i Catalogue of Life.